# 七尾城之戰
七尾城之戰（日语：／ Nanaojōnotatakai）是在天正4年（1576年）11月至天正5年（1577年）9月期間，越後的上杉謙信與能登畠山氏家臣長續連在能登能登郡七尾城爆發的一場合戰。最終，上杉氏在這次合戰中消滅能登畠山氏，並且佔領能登。

## 背景

### 織田家與上杉家的關係

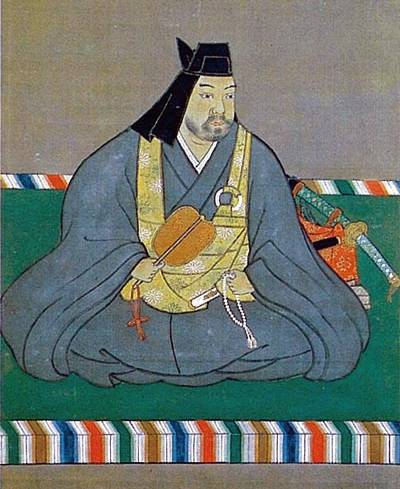
上杉謙信

元龜3年（1572年），室町幕府第15代將軍足利義昭暗中策劃信長包圍網，導致織田信長被逼與周邊的反織田勢力戰鬥而陷入困境，為了在西上作戰中對抗東邊甲斐的武田信玄，信長與同為武田氏敵人的越後上杉謙信結盟。信長和謙信分別與伊勢和越中的一向一揆敵對，因此雙方的利益一致。
然而在元龜4年（1573年）4月12日，信玄在西上作戰的途中病死，在這之前兩年前北條氏康亦已經死去，隨著東面兩大勢力的當主相繼死去後，謙信將重心從關東地方轉移至越中和加賀一帶，集中火力攻打一向一揆。在天正2年（1574年）與北條氏政的戰事結束後，謙信以上野厩橋城為中心，將關東交由北條高廣和北條景廣父子負責，自己則專注於在北陸地方擴大上杉家版圖。
織田家方面，信長在天正3年（1575年）5月於長篠之戰中大破武田勝賴軍，其後在8月命柴田勝家進攻越前，擊敗石山本願寺的下間賴照後，賴照等1萬2000名信徒被處刑。對此，石山本願寺在天正3年（1575年）6月向謙信求援，及後在9月越前一向一揆殘餘勢力得到越中富山城的上杉氏家臣河田長親的支援に救援。由於謙信不希望信長搶先自己佔領北陸，因此在天正4年（1576年）2月背棄盟約，並且在5月通過義昭的協助下與本願寺顯如和解，並且結成同盟，成為反織田勢力的一員。

## 戰況

### 能登守護畠山家的內亂
天正4年（1576年）9月，謙信號稱率領2萬大軍進攻越中。越中本來是由河內能登畠山家擔任守護，進入戰國時代後演變成為守護代的神保氏和椎名氏爭奪之地。永祿9年（1566年），能登畠山家畠山義綱被家臣流放，被擁立的畠山義慶也意外死去，亦有指是被家臣遊佐續光和溫井景隆暗殺。其後，繼承家督之位的義慶之弟畠山義隆在天正4年（1576年）也死去後，由只有幾歲的義隆之子畠山春王丸繼承家督之位。謙信以曾經作為畠山氏派出的人質的上杉氏家臣畠山義則才是合適的當主為由，揚言要回復能登的治安而出兵攻打能登畠山氏。

### 第一次七尾城之戰

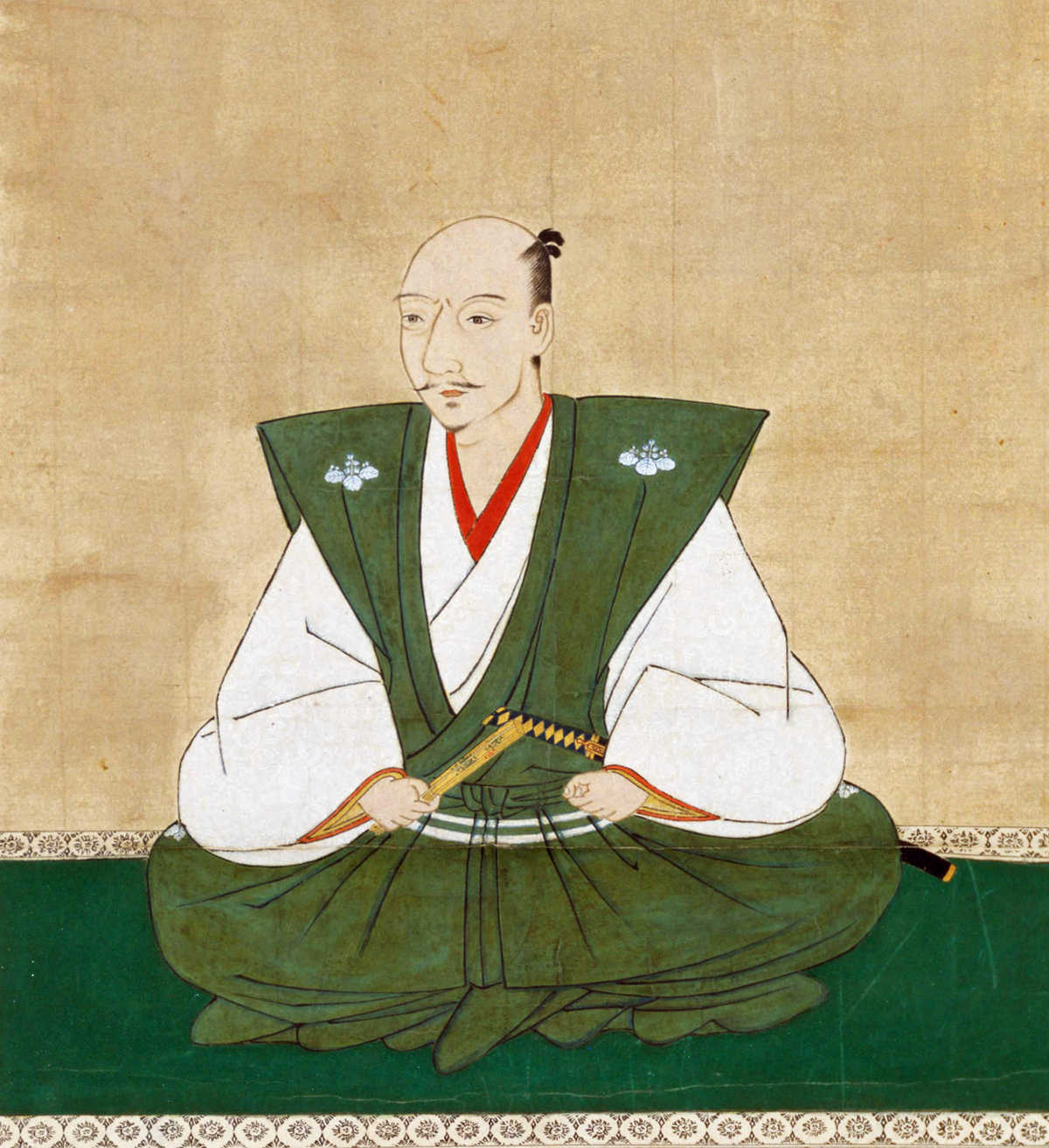
織田信長

對於謙信介入能登，畠山氏相當不滿並且準備一戰。畠山氏在筆頭長續連的指導下，決定固守七尾城。續連在七尾城的大手口，景隆和續光則分別在古府谷和蹴落口防守。續連亦煽動笠師村、土川村和長浦村等地領民發動一揆，嘗試打亂上杉氏的後方，然而長期與一向一揆作戰的謙信深知一揆的特性，很快就將他們鎮壓下來，並且包圍七尾城。不過，由畠山義總建成的七尾城易守難攻的程度可媲美上杉氏的春日山城，謙信亦無從入手。對此，謙信將目標轉為附近的支城，希望能夠孤立七尾城，謙信率兵迅速地攻下鹿島郡中島的熊木城、珠洲市正院町川尻的黑瀧城、羽咋郡富來町八幡的富來城、羽咋郡富來町的城根山城、羽咋市柳田町由粟生七郎防守的粟生城和鳳至郡柳田村國光由牧野上總介防守的米山城等等，儘管如此續連等人也未有投降之意。
天正5年（1577年）3月，北條氏政出兵北關東，謙信隨即返回越後備戰。在這之前，謙信派遣三寶寺平四郎、齋藤帶刀、內藤久彌和七杉小傳次防守熊木城、長景連防守黑瀧城、長澤光國和白小田善兵衛防守穴水城、轡田肥後和平子和泉防守甲山城、藍浦長門防守富來城以及上條織部和畠山將監防守石動山。

### 畠山軍的反擊
謙信返回越後後，原本固守於七尾城的畠山軍隨即展開反擊，畠山氏家臣甲斐庄親家策反熊木城的齋藤帶刀，並且攻下熊木城，七杉小傳次兵敗自殺，三寶寺平四郎和內藤久彌則戰死。畠山軍又以家臣杉原和泉為總大將進攻富來城，生擒藍浦長門並且將其處刑。續連為了奪回自己的居城穴水城亦出兵等畠山軍全面進攻上杉的守軍。

### 第二次七尾城之戰
閏7月，由於北條軍的進攻規模不大，處理好領國事宜的謙信再次出兵能登。續連聞訊大驚，慌忙放棄各支城，集中兵力固守七尾城。而且，續連向領民表示要全力抗戰，半強制地要求領民一同協防七尾城。因此，城內兵民總數約1萬5千人，穴水城的光國和甲山城的肥後曾經進攻七尾城，但是敗退。
續連對於謙信再度進軍感到懼怕，因此派其子出家的長連龍前住安土城向織田信長求援。信長答應請求，並且在8月8日命柴田勝家為總大將出征能登。
8月9日，謙信得知織田軍將會經過越前進入能登，便請求加賀一向宗的總領七里賴周阻礙織田軍進軍，自己則在石動山佈陣，並且加快進攻七尾城。
在攻防戰期間，七尾城內爆發疫症，畠山軍的士兵相繼因病死去。當主春王丸也受到感染而死去。山窮水盡的續連派小伊勢村的八郎右衛門煽動針對上杉軍的一揆，但是被謙信察覺而失敗，七尾城亦陷入絕境。
此時，親謙信派的續光、景隆和三宅長盛兄弟等希望與謙信裡應外合。本來他們對於親信長派的續連奪得實權早就有所不滿，加上這場戰事毫無勝算，因此續光等人在9月13日答允謙信成為上杉軍的內應，正好當天是中秋節，在本陣中擺下賞月宴的謙信作下後世稱為十三夜之詩的七言絕句：「霜滿軍營秋氣清，數行過雁月三更。越山併得能州景，遮莫家鄉憶遠征。」。然而，這首詩是否由謙信所作，仍然存疑。
9月15日，內應的續光等人在月圓之夜打開城門讓上杉軍進城。最終，續連與其子長綱連、長則直、綱連之子竹松丸和彌九郎等長一族100人被殺。長氏唯一逃出生天的就是請求信長支援的連龍和綱連的孻子菊末丸而已。就此，七尾城落入謙信之手，並且佔領能登。

## 戰後
原來作為織田援軍的柴田勝家軍受制於加賀的一向一揆，加上原本包圍石山本願寺的大和的松永久秀和松永久通父子突然撤離戰線，結集軍隊固守居城信貴山城謀反，這些因素均導致織田軍無法如期到達能登。原本，信長也計劃親自率兵進攻北陸，但是面對久秀謀反的緊急形勢，唯有擱置。與此同時，織田軍在加賀期間，由於勝家與羽柴秀吉在作戰上意見產生分歧，秀吉一怒之下擅自撤退。因此，織田軍士氣低落，在9月23日於手取川之戰中大敗於上杉軍。
其後，能登在一段時間內處於上杉勢力之下，然而在天正6年（1578年）3月謙信死後上杉家中爆發御家騷動的御館之亂，最終在能登國內的反上杉勢力和經由飛驒攻入越中的織田軍的威脅下，能登最終落入信長手中。